# Mia Mercedes Kettner
Mia Mercedes Kettner (* 15. Dezember 2004) ist eine deutsche Volleyballspielerin.

## Karriere
Kettner spielte 2019/20 mit der zweiten Mannschaft von Schwarz-Weiss Erfurt in der Regionalliga Ost. In der gleichen Liga trat sie von 2020 bis 2022 mit den Volley Juniors Thüringen an. In der zweiten Hälfte der Saison 2021/22 stand sie erstmals auch im Erstliga-Kader von Schwarz-Weiss Erfurt. Die Mannschaft wurde Zehnter in der Bundesliga-Hauptrunde. Im DVV-Pokal 2022/23 erreichte Erfurt das Achtelfinale. Die Bundesliga-Saison endete erneut auf dem zehnten Rang. Erfurt zog sich trotzdem in die neue 2. Volleyball-Bundesliga Pro zurück und schaffte dort 2023/24 den Wiederaufstieg in die erste Liga. Auch 2024/25 spielt Kettner für Erfurt.